# Кучуки
Кучуки (біл. вёска Кучуки) — село в складі Молодечненського району Мінської області, Білорусь. Село підпорядковане Городилівській сільській раді, розташоване в західній частині області.